# ميخائيل وايلدمان
ميخائيل وايلدمان (بالإنجليزية: Michael Wildman)‏ هو ممثل بريطاني، ولد في القرن 20 في المملكة المتحدة.

## أعمال

### أفلام
- (2007) إنذار بورن[1]
- (2007) هاري بوتر وجماعة العنقاء[2][3]

## وصلات خارجية
- ميخائيل وايلدمان على موقع IMDb (الإنجليزية)
- ميخائيل وايلدمان على موقع ألو سيني (الفرنسية)
- ميخائيل وايلدمان على موقع ميوزك برينز (الإنجليزية)
- ميخائيل وايلدمان على موقع أول موفي (الإنجليزية)
- ميخائيل وايلدمان على موقع قاعدة بيانات الفيلم (الإنجليزية)
- ميخائيل وايلدمان على موقع كينوبويسك (الروسية)